# Idolmaster: Xenoglossia
IdolM@ster: Xenoglossia (アイドルマスター XENOGLOSSIA, Aidorumasutā: Zenogurashia, litt. Idolmaster: Xenoglossia) est un anime japonais de Studio Sunrise coproduit par Bandai Visual.
Un total de vingt-six épisodes est sorti et a été diffusé pour la première fois le 7 avril 2007.

## Histoire

### Prologue
À la suite de la destruction de la Lune, il y a 107 ans, la Terre s’est retrouvée entourée de deux ceintures d’astéroïdes se croisant perpendiculairement. Ces débris spatiaux menacent la Terre. Le ModenKind veille à la menace grâce aux Idols, robots mystérieux apparus peu après la destruction du satellite.

### Synopsis
À la suite d’un entretien pour ce qu’elle croit être un concours d’idole, Haruka Amami se verra assignée au pilotage de l’Idol Imber. Son histoire ne fait alors que commencer…
On retrouve, accompagnant Haruka, les différentes protagonistes de l'animé et du jeu vidéo The Idolm@ster.

## Personnages

### ModenKind
Structure dépendant directement de l'Organisation des Nations unies, le ModenKind veille et contre les "Drop", ces astéroïdes qui menacent la Terre.
- Haruka Amami (天海 春香, Amami Haruka?) : croyant participer à un concours d'idole (en fait un recrutement maquillé du ModenKind) elle se retrouve engagée au sein du ModenKind et assignée à l'Idol Imber après que ce dernier a réagi à sa présence. Elle est assez naïve, n'excelle pas particulièrement dans les cours théoriques mais se rattrape dans le pilotage. Elle est surnommée "Rubans Ridicules" par Iori Minase.
- Yukiho Hagiwara (萩原 雪歩, Hagiwara Yukiho?) : engagée en même temps qu'Haruka, elle se liera rapidement d'amitié avec elle. Ne montrant pas de réelles aptitudes au pilotage elle deviendra le soutien d'Haruka depuis la Terre. Elle a la fâcheuse habitude de s'endormir n'importe où et quand, même s'il lui arrive de répondre ou faire des commentaires tout en dormant.
- Iori Minase (水瀬 伊織, Minase Iori?) (Yukari Tamura) : assignée au pilotage de l'Idol Nebula, elle croit fermement que les Idols ont un cœur. La suite des évènements lui donnera raison. Elle est très impulsive et s'emporte souvent contre Makoto qui endommage Nebula à chaque sortie. Elle est surnommée "Grand Front" par Ritsuko Akizuki (Yayoi ira jusqu'à la surnommer "Grand Front du Soleil").
- Makoto Kikuchi (菊地 真, Kikuchi Makoto?) : élevée depuis sa tendre enfance au sein du ModenKind, en tant que "sœur" d'Azusa, elle excelle au pilotage des Idols. Elle est pilote de l'Idol Nebula mais contrairement au reste de l'équipe elle ne les considère que comme des machines, ce qui en fait une personne froide et distante.
- Ritsuko Akizuki (秋月 律子, Akizuki Ritsuko?) : technicienne nouvellement embauchée, elle parviendra rapidement au niveau de ses aînées. Elle semble très bien comprendre le fonctionnement des Idols (de par son incessante curiosité qui la pousse à entreprendre des expériences pas toujours approuvées).
- Ami Futami (双海 亜美, Futami Ami?) : musicienne de talent, elle a quitté le ModenKind à la suite de la disparition de sa sœur. Haruka parviendra à la faire revenir. C'est l'accordeuse des Idols, elles les ajuste en fonction des pilotes.
- Mami Futami (双海 真美, Futami Mami?) : sœur jumelle d'Ami, elle avait disparu avec son Idol Tempestas.
- Azusa Miura (三浦 あずさ, Miura Azusa?) : commandant en second du ModenKind Japon, elle a subi des expériences dans son enfance afin de la rendre compatible avec les Idols. C'est la sœur par adoption de Chihaya et la précédente pilote de l'Idol Nebula.
- Joseph Shingetsu (ジョセフ・真月, Josefu Shingetsu?) : commandant du ModenKind Japon. Il est très protecteur envers ses subordonnés et montre un intérêt certain aux Idols.
- Sorewa Suzuki (鈴木 空羽, Suzuki Sorewa?) : plus jeune opératrice du ModenKind Japon.
- Naraba Daldo (大道 楢馬, Daidō Naraba?) : opérateur. Responsable de l'analyse des données.
- Naze Munakata (宗方 名瀬, Munakata Naze?) : opératrice en chef. Le commandant Shingetsu lui demande souvent de rédiger les rapports à sa place. Elle intervient également lors des réunions avec les responsables des Nations unies, pour son plus grand déplaisir.
- Chikako Minamoto (源 千佳子, Minamoto Chikako?) : chef des techniciennes, responsable de l'Idol Nebula.
- Hotaru Yasuhara (安原蛍, Yasuhara Hotaru?) : responsable médicale de la base, elle est calme et sérieuse mais s'autorise parfois de l'humour.
- Hibiki Saku (朔 響, Saku Hibiki?) : responsable du ModenKind au sein des Nations unies. Ses motivations restent floues, et ce jusqu'à la fin.

### TuriaVita
Il s'agit d'une organisation clandestine qui vise à prendre le pouvoir grâce aux Idols.
- Chihaya Kisaragi (如月 千早, Kisaragi Chihaya?) : pilote de l'Idol Nubilum, elle est obsédée par l'Idol Imber. Elle est la sœur par adoption d'Azusa et a comme elle subi des expériences visant à la rendre compatible avec les Idols. Elle est calme et s'exprime toujours dans un langage poli.
- R.I.F.F.A (リファ, Rifa?) : créée artificiellement, elle est le soutien de Chihaya. Elle se promène toujours avec une sucette à la bouche. Toutefois sous ses airs de lolita se cache une redoutable combattante.
- Karasu (カラス?) : responsable au sein de TuriaVita, il semble diriger l'organisation.
- Mère : véritable responsable de l'organisation, elle est clouée dans un fauteuil et semble même incapable de parler.

### Civil
- Yayoi Takatsuki (高槻 やよい, Takatsuki Yayoi?) : meilleure amie d'Haruka, elle l'aide et la soutient lorsque celle-ci perd courage ou le moral. Elle anime une émission de radio et adore enfiler des costume d'animaux, si bien qu'Iori la surnommera "Cosplayeuse".

### Idols

#### Prométhée
À la base, il s’agit d’une boule, le SiliconCore, qui est apparue sur Terre à la suite de la destruction de la Lune. En montant autour du Core une armure, on obtient un Idol. Il existe cinq Idols au total.
- Imber (Prométhée 1) : il s'agit du premier Core découvert et adapté. Il est blanc avec une sorte de corne sur la tête. D'abord assigné à Chihaya, il la rejettera lors de l'incident de la Nuit Pourpre. Son Master actuel est Haruka. La caractéristique d'Imber est qu'il choisit lui-même les Masters dignes de le piloter. C'est en quelque sorte le héros de l'histoire. Affilié au ModenKind.
- Nebula (Prométhée 2) : il s'agit du second Core découvert. Il est orange et jaune avec une imposante crête sur la tête. Nebula n'a pas de Master attitré, ce qui en fait une arme polyvalente. Néanmoins, une fois qu'il a refusé un pilote, il est impossible pour ce dernier de le conduire à nouveau. Azusa était la première à le piloter, puis Makoto l'a remplacée pendant 7 ans. Actuellement, c'est Iori qui en est le Master. Affilié au ModenKind.
- Nubilum (Prométhée 3) : il s'agit du troisième Core découvert. Lors de l'incident de la Nuit Pourpre il sera volé par TuriaVita. Il est noir et mauve avec une corne verticale sur la tête. Chihaya le pilote le plus souvent, mais Yuhiko peut également le maîtriser. Affilié à TuriaVita.
- Tempestas (Prométhée 4) : disparu avec sa pilote bien avant le début de la série, il réapparaîtra pour sauver Ami de l'arme satellite Vulturius. On sait très peu de chose sur lui étant donné qu'il se fera détruire par le faisceau de l'arme, après avoir éjecté Mami, ne laissant que son Core. Sa Master attitrée était Mami Futami, la sœur jumelle d'Ami. Affilié au ModenKind.
- Hiems (Prométhée 5) : découvert dans un volcan en Islande. Lors de l'opération de récupération il entrera en résonance avec les quatre autres Idols présents, les immobilisant. Il sera volé par TuriaVita qui obtiendra ainsi son second Idol. Makoto devient son Master après qu'elle a démissionné de Modenkind. Affilié à TuriaVita.

#### Epiméthée
Il s'agit d'Idols construits par l"homme. Ils ne sont que des imitations des Prométhée mais s'avèrent tout de même redoutables. TuriaVita s'en fera une armée pour envahir Tokyo.

## Anime
L’anime télévisé « The Idolmaster XENOGLOSSIA » est basé sur la version originale du jeu « The Idolmaster ».

### Série télévisée
Sentai Filmworks a acquis les droits de diffusion de l'anime.

#### Liste des épisodes
| No | Titre français                            | Titre japonais         | Titre japonais                                                  | Date de 1re diffusion |
| No | Titre français                            | Kanji                  | Rōmaji                                                          | Date de 1re diffusion |
| -- | ----------------------------------------- | ---------------------- | --------------------------------------------------------------- | --------------------- |
| 1  | Un pingouin à Tokyo                       | 上京ペンギン           | Jōkyō pengin (Un pingouin à Tokyo)                              | 7 avril 2007          |
| 2  | Idol Master                               | アイドルのマスター     | Aidoru no masutā (Idol Master)                                  | 14 avril 2007         |
| 3  | Idol Master                               | アイドルのマスター     | Aidoru no masutā (Idol Master)                                  | 21 avril 2007         |
| 4  | Gyoza et Hot-Dogs                         | 餃子とアメリカンドッグ | Gyōza to amerikandoggu (Gyoza et Hot-Dogs)                      | 28 avril 2007         |
| 5  | Mains froides, mains chaudes              | 冷たい手、温かい手     | Tsumetai te, atatakai te (Mains froides, mains chaudes)         | 5 mai 2007            |
| 6  | 20 000 mètres d’altitude                  | 高度二万米（メートル） | Kōdo ni man-mētoru (20 000 mètres d’altitude)                   | 12 mai 2007           |
| 7  | Je suis de retour. Bienvenue parmi nous   | ただいま。おかえり     | Tada ima. Okaeri (Je suis de retour. Bienvenue parmi nous)      | 19 mai 2007           |
| 8  | Les histoires compactes de la nuit        | コンペイトウ夜話       | Konpeitou yawa (Les histoires compactes de la nuit)             | 19 mai 2007           |
| 9  | Clavier                                   | 鍵盤                   | Kenban (Clavier)                                                | 19 mai 2007           |
| 10 | Un son dissonant                          | 不協和音【雑音】       | Fu-kyōwa-on[Zatsu-on] (Un son dissonant)                        | 19 mai 2007           |
| 11 | NiflHeims                                 | ニヴルヘイム           | Nivuruheimu (NiflHeims)                                         | 26 mai 2007           |
| 12 | MuspelHeims                               | ムスペルヘイム         | Musuperuheimu (MuspelHeims)                                     | 2 juin 2007           |
| 13 | Pièce 501                                 | 501号室                | 501-Gō-shitsu (Pièce 501)                                       | 30 juin 2008          |
| 14 | D’une certaine façon c’est dur de changer | なんかうごきづらい     | Nanka ugoki zurai (D’une certaine façon c’est dur de changer)   | 7 juillet 2008        |
| 15 | Hangar paradisiaque                       | 格納庫天国             | Kakunōko Tengoku (Hangar paradisiaque)                          | 14 juillet 2007       |
| 16 | Idol et idole                             | アイドルとアイドル     | Aidoru to aidoru (Idol et idole)                                | 21 juillet 2007       |
| 17 | Lapin errant                              | 迷子の兎               | Maigo no usagi (Lapin errant)                                   | 18 avril 2007         |
| 18 | Nuit                                      | 夜                     | Yoru (Nuit)                                                     | 4 août 2007           |
| 19 | Adieu                                     | サヨナラ               | Sayonara (Adieu)                                                | 11 août 2007          |
| 20 | Le chemin de la maison                    | かえりみち             | Kaeri-michi (Le chemin de la maison)                            | 18 août 2007          |
| 21 | Le dernier pudding                        | 最後の・プリン         | Saigo no purin (Le dernier pudding)                             | 25 août 2007          |
| 22 | Clé et chassis                            | 鍵とバット             | Kagi to batto (Clé et chassis)                                  | 1er septembre 2007    |
| 23 | Cours !                                   | RUN!                   | Hashire! (Cours !)                                              | 8 septembre 2007      |
| 24 | Calendrier du renouveau, année 108        | 復興暦百八年           | Fukkō-Reki hyaku hachi-nen (Calendrier du renouveau, année 108) | 15 septembre 2007     |
| 25 | Neige de printemps                        | 春の雪                 | Haru no yuki (Neige de printemps)                               | 22 septembre 2007     |
| 26 | Lune et pingouin                          | 月とペンギン           | Tsuki to pengin (Lune et pingouin)                              | 29 septembre 2007     |

#### Musiques
Génériques de début
- Binetsu S.O.S!! (微熱S.O.S!!, Binetsu S.O.S!!?) par Miyuki Hashimoto
- Zankoku yo Kibō to Nare (残酷よ希望となれ, Zankoku yo Kibō to Nare?) par Aira Yūki

Générique de fin
- Yūkyū no Tabibito ~ Dear boy (悠久の旅人～Dear boy, Yūkyū no Tabibito ~ Dear boy?) par Snow*

### Doublage
| Personnages      | Japonais         |
| ---------------- | ---------------- |
| Haruka Amami     | Yuka Iguchi      |
| Yukiho Hagiwara  | Yui Horie        |
| Iori Minase      | Yukari Tamura    |
| Yayoi Takatsuki  | Ami Koshimizu    |
| Makoto Kikuchi   | Eri Kitamura     |
| Ritsuko Akizuki  | Mai Nakahara     |
| Azusa Miura      | Tomo Sakurai     |
| Chihaya Kisaragi | Kaori Shimizu    |
| Ami Futami       | Kaori Nazuka     |
| Mami Futami      | Momoko Saitō     |
| R.I.F.F.A        | Yukana           |
| Naze Munakata    | Mamiko Noto      |
| Naraba Daidō     | Daisuke Ono      |
| Sorewa Suzuki    | Mikako Takahashi |
| Chikako Minamoto | Naomi Shindō     |
| Hotaru Yasuhara  | Ryōka Yuzuki     |
| Hibiki Saku      | Takuma Takewaka  |
| Karasu           | Akira Ishida     |
| Joseph Shingetsu | Kazuhiro Nakata  |